# 楊志源
楊志源（1982年10月03日—），台灣男歌手，曾經在海軍服役10年，上士退伍。2013年開始往歌唱比賽、表演之路發展，2017年發行第一張專輯。

## 經歷
楊志源退伍後2013年開始往歌唱比賽發展，參加了第一屆閃亮之星全國歌唱比賽殿軍、第三屆伸港福德盃全國歌唱比賽殿軍等無數場比賽獲得不錯的成績，也受邀參加台灣各大電視台演出，像是冠軍夢想台、八大電視台王牌大對決、富立電視台、誠心來作伙電視台等特邀演唱嘉賓，亦受邀演出大小廟會、婚宴、公益活動。2017年發行第一張專輯《我的夢》，因緣際會由恩師詞曲創作警察歌手余天龍老師親自操刀主導，與公益歌手吳詩涵共同合作。

## 合輯
| 唱片公司           | 發行年份 | 專輯名稱   | 演唱者          |
| ------------------ | -------- | ---------- | --------------- |
| 美樂帝音樂有限公司 | 2016年   | 《我的夢》 | 楊志源V.S吳詩涵 |

## 獎項
- 第一屆閃亮之星全國歌唱比賽 殿軍
- 第三屆伸港福德盃全國歌唱比賽 殿軍
- 第一屆觀音佛組盃全國歌唱比賽 第五名
- 高雄市港興盃全國歌唱比賽 第五名
- 第二屆全國知音盃全國歌唱比賽 第五名
- 台中市吉馬盃全國歌唱比賽 最佳台風

## 演出表演
- 2015.03.25 受邀旗山妙善聖堂義診[2]
- 2018.01.13 受邀群星飛舞在高雄國際舞展表演嘉賓
- 2018.09 受邀高雄澄清湖長青護理中心表演嘉賓
- 2018.11.09 受邀至廈門參加海峽兩岸閩南金曲公益演唱會表演嘉賓
- 2019.05.25 受邀藝人秦楊高雄市旗山區公益園遊會暨慈善晚會表演嘉賓
- 2019.07.27 受邀雲林台西海口音樂祭表演嘉賓
- 2019.08.04 受邀群星飛舞-在台南國際舞蹈交流會表演嘉賓
- 2019.09.13 受邀台南蔦松社區海峽兩岸中秋關懷弱勢公益晚會
- 2019.12.07 受邀台北第13屆亞太暨台灣長青桌球錦標賽表演嘉賓

## 外部連結
- 海軍之星 楊志源 （页面存档备份，存于）的facebook粉絲專頁
- 海軍之星楊志源官方Youtube頻道 （页面存档备份，存于）